# Nukleáris Gandhi

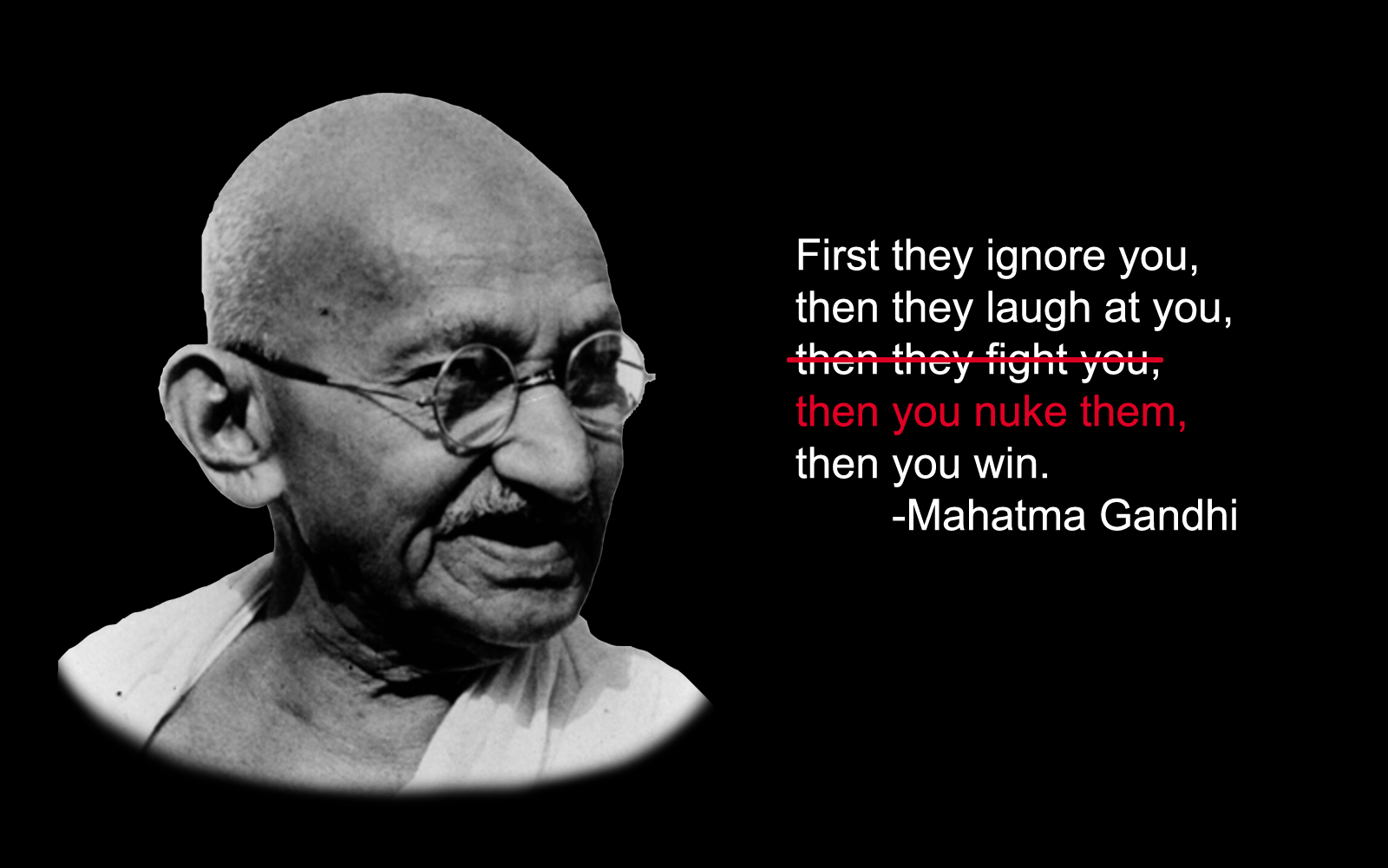
Példa a nukleáris Gandhi internetes mémre

A nukleáris Gandhi egy internetes mém és városi legenda a Civilization című videójátékról. A legenda szerint a Civilizationben volt egy bug, amelynek hatására Mahátma Gandhi pacifista államfő előbb-utóbb rendkívül agresszívvé vált és gyakran nukleáris fegyvereket használt.
A hibát először 2012-ben, két évvel a Civilization V megjelenése után említették meg, az évek folyamán az egyik legismertebb videójáték-hibává vált; a számítástudományi körökben az integer-túlcsordulás példájaként kezdték használni és a további Civilization-játékokban easter eggként is megjelent.
2020-ban Sid Meier cáfolta a hiba előfordulásának lehetőséget, kijelentve, hogy az eredeti 1991-es játékban soha nem volt ilyesféle hiba. A nukleáris Gandhi egyfajta viccként a Civilization V óta hivatalosan is a sorozat része.

## A hiba leírása

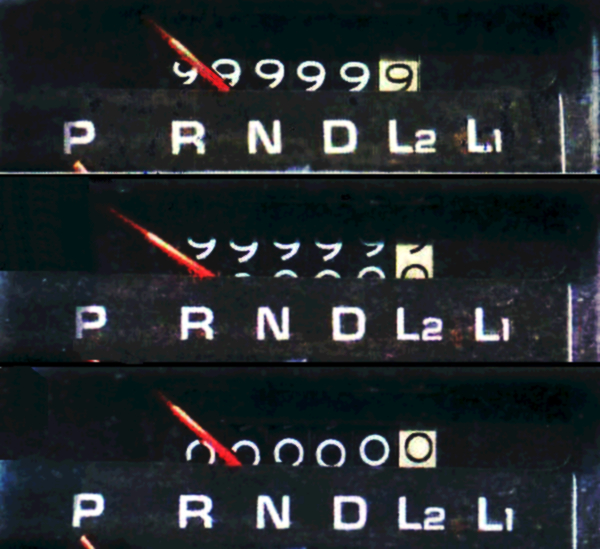
A kilométeróra jó szemléltető példája az integer-túlcsordulásnak: egy hat számjegyből álló kilóméterórán a 0 előtt a 999999 áll; egy nyolcbites integer típusú változó esetében a 255 után a 0 áll

A legenda szerint a Civilizationben az államfők mesterséges intelligenciájában volt egy olyan paraméter, amely azok agresszióját írta le egy 1–10-es skálán, ahol az 1 a legkevésbé, míg a 10 a leginkább agresszív állapot. Más források szerint a skála 1–12-ig terjedt. Mahátma Gandhi indiai államfő volt a játék egyetlen vezére, aki az 1-es legkevésbé agresszív besorolást kapta, melynek hatására kizárólag önvédelmi háborúkat tudott kikiáltani. Amint a mesterséges intelligencia demokráciára váltotta az államrendszerét, melyet az Indiához hasonló békés nemzetek előnyben részesítettek, akkor az agressziószint 2-vel lecsökkent. Gandhi esetében ez -1-es negatív agressziószinthez vezetett. Az agressziószint egy nyolcbites előjel nélküli integerváltozóban volt tárolva, melyben kizárólag 0 és 255 közötti (vagy 28-1) értékeket lehet tárolni, ezért a demokrácia integer-túlcsordulást és az érték 255-re cserélését okozta, melynek értelmében Gandhi huszonötször agresszívabb lesz a játék leginkább támadószelleműbb vezetőivel szemben. A Civilization technológiafáján a demokrácia a nukleáris technológiához közel helyezkedik el, ezért Gandhi majdnem a nukleáris fegyverek feltalálásával egyidőben őrül meg. Ez váratlan indiai atomcsapásokhoz vezet. A hibát állítólag a Civilization sorozat első játékában kijavították, azonban a fejlesztőknek annyira tetszett az, hogy a rákövetkező játékokban egyfajta easter eggként és viccként újra implementálták. Egyes források szerint a bug először a Civilization II-ben jelent meg.
Brian Reynolds, a Civilization II vezető játéktervezője szerint a valóságban a Civilizationben mindössze három lehetséges agressziószint van és Gandhi mesterséges intelligenciája a lehető legalacsonyabb agressziószintet kapta, az államfők egyharmadával egyetemben. Ezek mellett Reynolds emlékei szerint a Civilization kódfelépítése ebben a kódszakaszban nem tartalmazott előjel nélküli változókat és a vezérek nem tudtak a leprogramozott leginkább támadószelleműbb államfőknél agresszívebben cselekedni, így egy 255-ös agressziószintű vezér ugyanúgy cselekedne, mint egy 3-as agressziószintű. Sid Meier szerint mivel a C-ben és a C++-ban, a Civilization és a Civilization II programozási nyelveiben alapértelmezetten előjeles az összes integerváltozó, így az agressziószint tárolására használt is, valamint mivel az államforma egyáltalán nincs befolyással a mesterséges intelligencia agressziójára, ezért Gandhi agressziószintje a játék folyamán ugyanaz marad. India a háborúk alatt az összes többi nemzethez hasonlóan használhat nukleáris fegyvereket, azonban Gandhi nem használná azokat gyakrabban, mint Abraham Lincoln vagy a többi békés államfő. Mindezek mellett az összes államfő ugyanazon szövegsorokat használja, így a játékosok gyakran kaphattak nukleáris csapásokkal való fenyegetéseket Gandhitól („Our words are backed with nuclear weapons!”), azonban ezek a sorok nem állnak összetűzésben Gandhi békés természetével, mivel a célja egy lehetséges háború kirobbanásának megakadályozása. Másrészről India a békés tudományos természetének köszönhetően az ellenfeleinél hamarabb feltalálhatja a nukleáris technológiát.

## Játékon belüli megjelenése

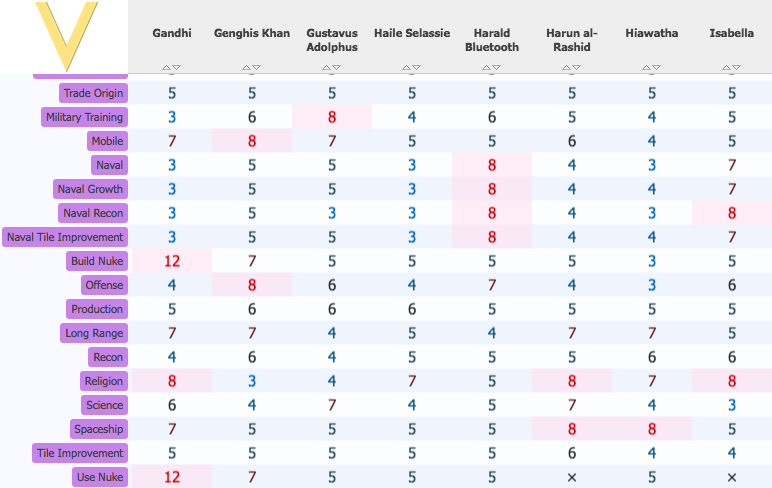
A Civilization V egy mesterséges intelligencia-konfigurációja. Gandhi „Build Nuke” és „Use Nuke” ismertetőjeleinek magas értéke tisztán látható

A Civilization IV-ig bezárólag elterjedt tévhit volt, hogy az eredeti játékokra való visszautalásként Gandhinak még mindig nukleáris tendenciákat programoznak, azonban a Firaxis szándékosan nem adott hozzá a játékokhoz ilyesfajta viselkedést. A nukleáris Gandhi első szándékos megjelenése a Civilization V-ben volt. Jon Shafer, a Civilization V vezető játéktervezője Gandhi „Build Nuke” és „Use Nuke” jellemző tulajdonságait a legmagasabb 12-es szintre állította. Az ehhez hasonló mesterséges intelligencia-konfiguráció viccként értelmezendő: „vicces elképzelni, hogy egy a szatjágrahát követő indiai politikusnak vágya lehet a szomszédai lebombázására”. A játék 2010-es megjelenését követően a játékosok felfigyeltek az indiai államfő unortodox offenzivitására, melyet a The Escapist magazin Critical Miss című képregénysorában közvetlenül meg is említettek. A játékosok a Civilization Gandhijára a „termonukleáris”, az „A világok pusztítója”, a „Kurcsatov” és ehhez hasonló beceneveket aggatak.
Gandhi a Civilization V-ben az egyik legbékésebb államfő, azonban az atombombák építésével és használatával kapcsolatos mesterséges intelligencia-paraméterei a 12-es értéket kapták, ami az összes államfő között a legmagasabb (az ezt követő legmagasabb érték a 8, amit három vezérnek adtak, a legtöbbnek ezek a 4–6 között vannak). A Civilization V, hogy minél változatosabb legyen a játékmenet az összes játék kezdetekor ezen paraméterekhez véletlenszerűen hozzáad egy -2 és +2 közötti értéket; Gandhi esetében ez azt jelenti, hogy a „Build Nuke” és a „Use Nuke” paraméterek semmi esetben sem lehetnek kisebbek a legnagyobb, 10/10-es értéktől.
A Civilization VI bevezetett egy rejtett célkitűzések mechanikát, amely a mesterséges intelligencia viselkedését szabályozza. Minden államfő két célkitűzéssel rendelkezik: az egyik állandó, melyet a játék tervezői határoztak meg, míg a másik minden játék kezdetekor véletlenszerűen választódik ki. Mahátma Gandhi történelmi célkitűzése a „Peacekeeper”: Gandhi nem lehet háborús agresszor, illetve a békés nemzeteket kedveli, míg az agresszorokat nem kedveli. A második célkitűzésének azonban nagyobb az esélye, hogy a „Nuclear aggressor”-t kapja.

## Elterjedése mémként

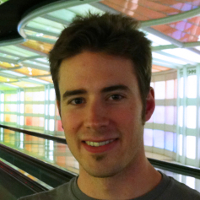
Jon Shafer nukleáris fegyver-bolonddá tette Gandhit a Civilization V-ben

A 2012-es év elején, 21 évvel az első Civilization megjelenése után a TV Tropes wiki Tunafish nevű felhasználója közzétett egy szócikket az 1991-es Civilization című videójáték egy állítólagos bugjáról, amely megnövelte Gandhi agresszivitását. Tunafish semmiféle bizonyítékot nem adott meg a szócikkben. Novemberben ugyanezt az információt hozzáadták a Wikiához is. Sid Meier szerint a következő két évben a történet fórumokon terjedt tovább és abban az esetben, ha valaki megkérdőjelezte annak igazságtartalmát, akkor a wikit adták meg bizonyítéknak.
2014-ben a történet nagy sajtóvisszhangot kapott, miután a  Critical Miss képregénykockákat újra közzétették és annak hatására a Redditen megindult egy hozzászólás-sorozat arról, hogy miért tették meg Gandhit ennyire agresszívnak. 10 nappal később a Kotaku videójátékokkal kapcsolatos hírekkel foglalkozó weboldal közzétett egy cikket „Why Gandhi Is Such An Asshole In Civilization” címmel, melynek hatására több híroldal és blog is foglalkozott a témával. A tömegmédiában és a blogoszférában mutatott nagy érdeklődésnek hála a sorozat sok rajongója megismerkedett a történettel és a „nukleáris Gandhi” gyakori videójátékos internetes mém és vicc lett. Mindezek mellett a Mandela-hatás következményében számos ember úgy emlékezett vissza, hogy a Civilization sorozat első játékaiban India különösképp bosszantó volt. A nukleáris Gandhiról szóló információkat később a Know Your Meme weboldalhoz is hozzáadták, azonban itt azt állították, hogy a bug először a Civilization II-ben jelent meg.
2019. június 18-án Kevin Schultz, a Firaxis Games marketingmenedzsere megosztott egy tweetet, melyben azt írta, hogy két héten keresztül nem lesz internetközelben, mivel Kínába utazik egy üzleti útra és megkérte a követőit, hogy elmélkedjenek el egy kérdésen: „Mi lenne, ha széles körben megosztott és újra közzétett történet Gandhi atombombák iránti szeretetéről, melyet egy bug okozott a Civilizationben teljesen hamis?”. Ez felbuzdította Chris Bratt volt Eurogamer-írót, hogy a People Make Games YouTube-csatorna nevében újságírói nyomozásba kezdjen.
Bratt megkereste a 2K közönségkapcsolati osztályát egy Firaxis-képviselővel közös interjú reményében, azonban a kérését elutasították. Bratt ezek után Bruce Shelley egykori Firaxis-játéktervezőt kereste meg, azonban Shelley nem emlékezett hasonló hibára, mivel a Civilization fejlesztése 30 éve volt: „Homályosan emlékszem egy Ghandival kapcsolatos problémára, de Sid lesz az, akivel beszélned kell.” A következő személy, akit Bratt felkeresett Brian Reynolds, a Civilization II játéktervezője volt, aki a következőket válaszolta: „Ugyan vagy 20 éve is megvan, hogy utoljára láttam a Civ 1-kódot, azonban 99,99%-os biztonsággal kijelenthetem, hogy a Gandhi-bug teljességgel apokrif.” Bratt újra megkereste a 2K-t és Sid Meiert, azonban nem kapott közvetlen cáfolatot. Meier állítása szerint nem tudja a helyes választ, azonban úgy gondolja, hogy ez rendben is van: „a korszak limitált technológiájára tekintettel az eredeti Civ számos tekintetben elsősorban a játékosok képzeletében zajlott le”, ezért „Nem szívesen korlátoznám azt, amit a játékos elképzelhet azzal, hogy túl sok gondolatomat bemutatom”. Bratt a következtetéseit egy YouTube-videóban tette közzé.
Sid Meier később egy az Ars Techinának adott interjúban azt állította, hogy a Gandhi-szoftverbug története kitaláció. Meier 2020. szeptember 8-án megjelent Sid Meier’s Memoir!: A Life in Computer Games című önéletrajzi könyvében részletesen leírja a legenda kialakulásának hátterét.

## Hatása
A „nukleáris Gandhi” legendája a videójátékok történelmének egyik legismertebb bugja, amely köré népszerű internetes mém alakult ki. Több intézmény, így a Harvard Egyetem számítástudományi szakán is az integer-túlcsordulás egyik példájaként mutatják be.

## Fordítás
- Ez a szócikk részben vagy egészben  a   Nuclear Gandhi című angol Wikipédia-szócikk ezen változatának fordításán alapul.  Az eredeti cikk szerkesztőit annak laptörténete sorolja fel. Ez a jelzés csupán a megfogalmazás eredetét és a szerzői jogokat jelzi, nem szolgál a cikkben szereplő információk forrásmegjelöléseként.